# James Ponder

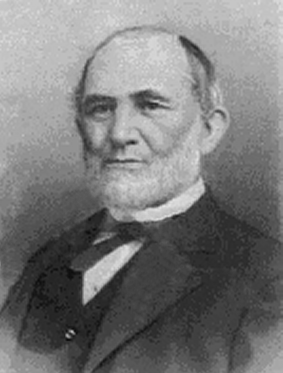

James Ponder (31 de outubro de 1819 - 5 de novembro de 1897) foi um político norte-americano que foi governador do estado do Delaware, no período de 1871 a 1875, pelo Partido Democrata.